# Mormo
Genre
Le genre Mormo regroupe des lépidoptères (papillons) nocturnes de la famille des Noctuidae.

## Dénomination
Le nom de Mormo leur a été donné par Ferdinand Ochsenheimer en 1816.

## Liste des espèces
- Mormo cyanea Sugi, 1982 ; présent au Japon.
- Mormo maura (Linnaeus, 1758) en Afrique du Nord, dans le sud et le centre de l'Europe et tout le Moyen-Orient.
- Mormo muscivirens Butler, 1878; présent au Japon.
- Mormo nyctichroa (Hampson, 1908); présent en Chine.
- Mormo olivescaria (Swinhoe, 1897); présent en Inde.
- Mormo phaeochroa (Hampson, 1908); présent en Chine.
- Mormo venata (Hampson, 1908); présent en Chine.

### Source
- funet